# Euphorbia pseudolaevis
Euphorbia pseudolaevis es una especie fanerógama perteneciente a la familia de las euforbiáceas. Es endémica de Tanzania y Malaui.

## Descripción
Es una hierba perennifolia, con un rizoma leñoso grueso de ± 1,5 cm de diámetro; los tallos simples o ramificados con baja densidad, de 80-100 cm de altura, o procumbentes y rastreros, de largo 1,5 m; hojas obovadas, de 15 x 7 cm, con la base cónica y un peciolo alado de ± 1 cm de largo, ápice agudo.

## Ecología
Se encuentra en las laderas rocosas en los bosques de Brachystegia; a una altitud de 800-1500 metros.
En el cultivo.

## Taxonomía
Euphorbia pseudolaevis fue descrita por Bruyns y publicado en Taxon 55: 414. 2006.
Etimología
Euphorbia: nombre genérico que deriva del médico griego del rey Juba II de Mauritania (52 a 50 a. C. - 23), Euphorbus, en su honor – o en alusión a su gran vientre –  ya que usaba médicamente Euphorbia resinifera. En 1753 Carlos Linneo asignó el nombre a todo el género.
pseudolaevis: epíteto latino que significa "pseudo dentada".
Sinonimia
- Monadenium laeve Stapf (1901).[5][6]